# Tetraulax albovittipennis
Tetraulax albovittipennis là một loài bọ cánh cứng trong họ Cerambycidae.